# Wessel Pretorius

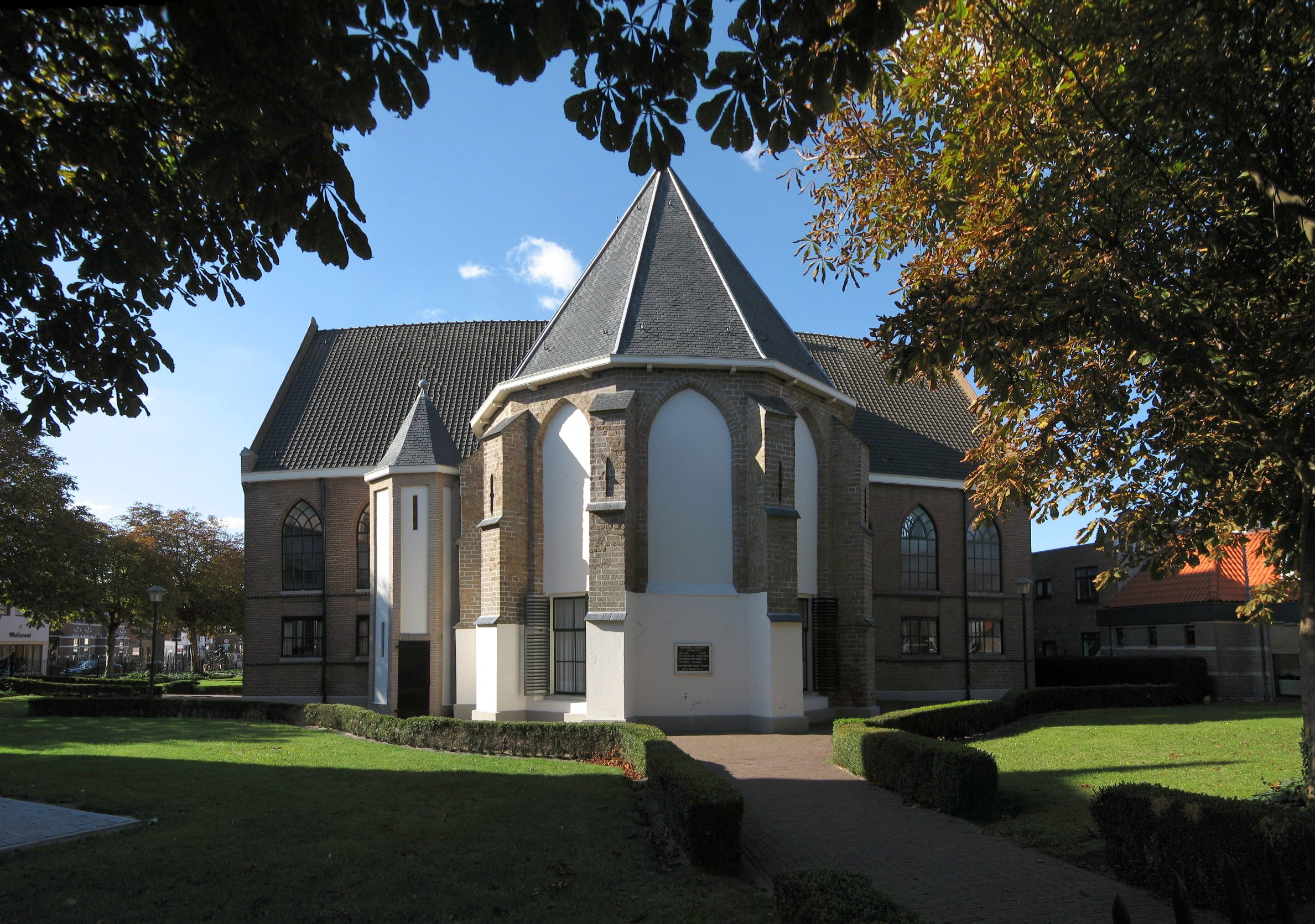
De dorpskerk van Ouddorp.

Wessel Pretorius (1614-1664) was een predikant in de Nederduits Gereformeerde gemeenten te Ouddorp en Emmerik. Hij werd geboren in 1614 in Leiden als Wessel Schulte.

## Biografie
Zijn vader Barend Schulte is afkomstig uit het Duitse Schüttorf. Nadat hij zijn opleiding tot schoenmaker heeft gevolgd verlaat Schulte zijn geboorteplaats en vertrekt naar Leiden. Hier trouwt hij met Aaltje Jansdochter en krijgen in oktober 1614 een zoon, Wessel. Deze gaat studeren aan de universiteit en verlatijnst zijn naam naar Pretorius, afkomstig van het Latijnse woord praetor. Na het voltooien van zijn theologiestudie neemt Wessel een beroep aan naar de Hervormde gemeente te Ouddorp. Hij is de zesde predikant van deze gemeente. Op 6 juni 1641 trouwt hij met Josyntgen Claesdochter van Egmond. Het echtpaar krijgt drie zonen en zeven dochters, van wie er één zoon en vier dochters te Ouddorp worden geboren. De andere kinderen worden geboren te Emmerik, waar Pretorius naartoe vertrekt na een beroep uit die plaats aan te hebben genomen. Hij is van 17? juli 1639 - ca. 22 april 1653 predikant van Ouddorp geweest. In Emmerik is hij op 12 februari 1664 overleden.
Hun oudste zoon Johannes Pretorius (gedoopt in de dorpskerk te Ouddorp op 26 oktober 1642) treedt in dienst van de Verenigde Oostindische Compagnie. Na de dood van zijn vader in 1664 vertrekt hij op 17 december 1665 als soldaat op de Nuijtssenburgh naar Kaap de Goede Hoop al waar hij op 1 april 1666 aankomt. Deze Johannes wordt gezien als stamvader van de beroemde Pretoriusfamilie in Zuid-Afrika. De hoofdstad Pretoria is gesticht door Marthinus Wessel Pretorius in 1855 en vernoemd naar zijn vader Andries Pretorius.
Marthinus Wessel Pretorius heeft de Grondwet van de Zuid-Afrikaansche Republiek opgesteld.

## Trivia
In Ouddorp is in 1983 een straat vernoemd naar de predikant en zijn beroemde nazaten, genaamd de Pretoriuslaan.